# عماسا ووكر
عماسا ووكر (بالإنجليزية: Amasa Walker)‏ (و. 1799 – 1875 م) هو سياسي من الولايات المتحدة الأمريكية .
وهو عضو في الحزب الجمهوري، والحزب الديمقراطي الأمريكي .

## مناصب وهيئات
أدار جامعة هارفارد.